# Benney
Benney és un municipi francès situat al departament de Meurthe i Mosel·la i a la regió del Gran Est. L'any 2007 tenia 598 habitants.

## Demografia

### Població
El 2007 la població de fet de Benney era de 598 persones. Hi havia 215 famílies, de les quals 41 eren unipersonals (16 homes vivint sols i 25 dones vivint soles), 58 parelles sense fills, 91 parelles amb fills i 25 famílies monoparentals amb fills.
La població ha evolucionat segons el següent gràfic:
Habitants censats

### Habitatges
El 2007 hi havia 255 habitatges, 222 eren l'habitatge principal de la família, 5 eren segones residències i 28 estaven desocupats. 227 eren cases i 29 eren apartaments. Dels 222 habitatges principals, 179 estaven ocupats pels seus propietaris, 39 estaven llogats i ocupats pels llogaters i 4 estaven cedits a títol gratuït; 1 tenia una cambra, 5 en tenien dues, 21 en tenien tres, 52 en tenien quatre i 143 en tenien cinc o més. 183 habitatges disposaven pel capbaix d'una plaça de pàrquing. A 84 habitatges hi havia un automòbil i a 115 n'hi havia dos o més.

### Piràmide de població
La piràmide de població per edats i sexe el 2009 era:
| Homes | Edats   | Dones |
| ----- | ------- | ----- |
| 4     | 95 o +  | 0     |
| 4     | 90 a 94 | 4     |
| 4     | 85 a 89 | 0     |
| 0     | 80 a 84 | 0     |
| 4     | 75 a 79 | 20    |
| 16    | 70 a 74 | 12    |
| 4     | 65 a 69 | 12    |
| 8     | 60 a 64 | 4     |
| 12    | 55 a 59 | 12    |
| 12    | 50 a 54 | 8     |
| 28    | 45 a 49 | 16    |
| 28    | 40 a 44 | 28    |
| 16    | 35 a 39 | 28    |
| 20    | 30 a 34 | 24    |
| 8     | 25 a 29 | 16    |
| 12    | 20 a 24 | 12    |
| 8     | 15 a 19 | 32    |
| 32    | 10 a 14 | 12    |
| 24    | 5 a 9   | 12    |
| 16    | 0 a 4   | 12    |

## Economia
El 2007 la població en edat de treballar era de 392 persones, 312 eren actives i 80 eren inactives. De les 312 persones actives 293 estaven ocupades (162 homes i 131 dones) i 19 estaven aturades (10 homes i 9 dones). De les 80 persones inactives 27 estaven jubilades, 39 estaven estudiant i 14 estaven classificades com a «altres inactius».

### Ingressos
El 2009 a Benney hi havia 232 unitats fiscals que integraven 642 persones, la mediana anual d'ingressos fiscals per persona era de 20.840 €.

### Activitats econòmiques
Dels 23 establiments que hi havia el 2007, 1 era d'una empresa extractiva, 1 d'una empresa de fabricació de material elèctric, 4 d'empreses de fabricació d'altres productes industrials, 10 d'empreses de construcció, 1 d'una empresa de comerç i reparació d'automòbils, 1 d'una empresa de transport, 1 d'una empresa immobiliària, 2 d'empreses de serveis i 2 d'empreses classificades com a «altres activitats de serveis».
Dels 12 establiments de servei als particulars que hi havia el 2009, 2 eren tallers de reparació d'automòbils i de material agrícola, 3 paletes, 1 fusteria, 1 lampisteria, 3 electricistes, 1 perruqueria i 1 saló de bellesa.
L'únic establiment comercial que hi havia el 2009 era una botiga de mobles.
L'any 2000 a Benney hi havia 14 explotacions agrícoles que ocupaven un total de 1.300 hectàrees.

## Equipaments sanitaris i escolars
El 2009 hi havia una escola elemental.

## Poblacions més properes
El següent diagrama mostra les poblacions més properes.